# 岐山 (广州)
岐山是中国广东省广州市从化区的一个自然村。在太平镇东南面约10千米，属分水村管辖。清朝时建村。1998年时，全村人口38人。